# Frank Sonic

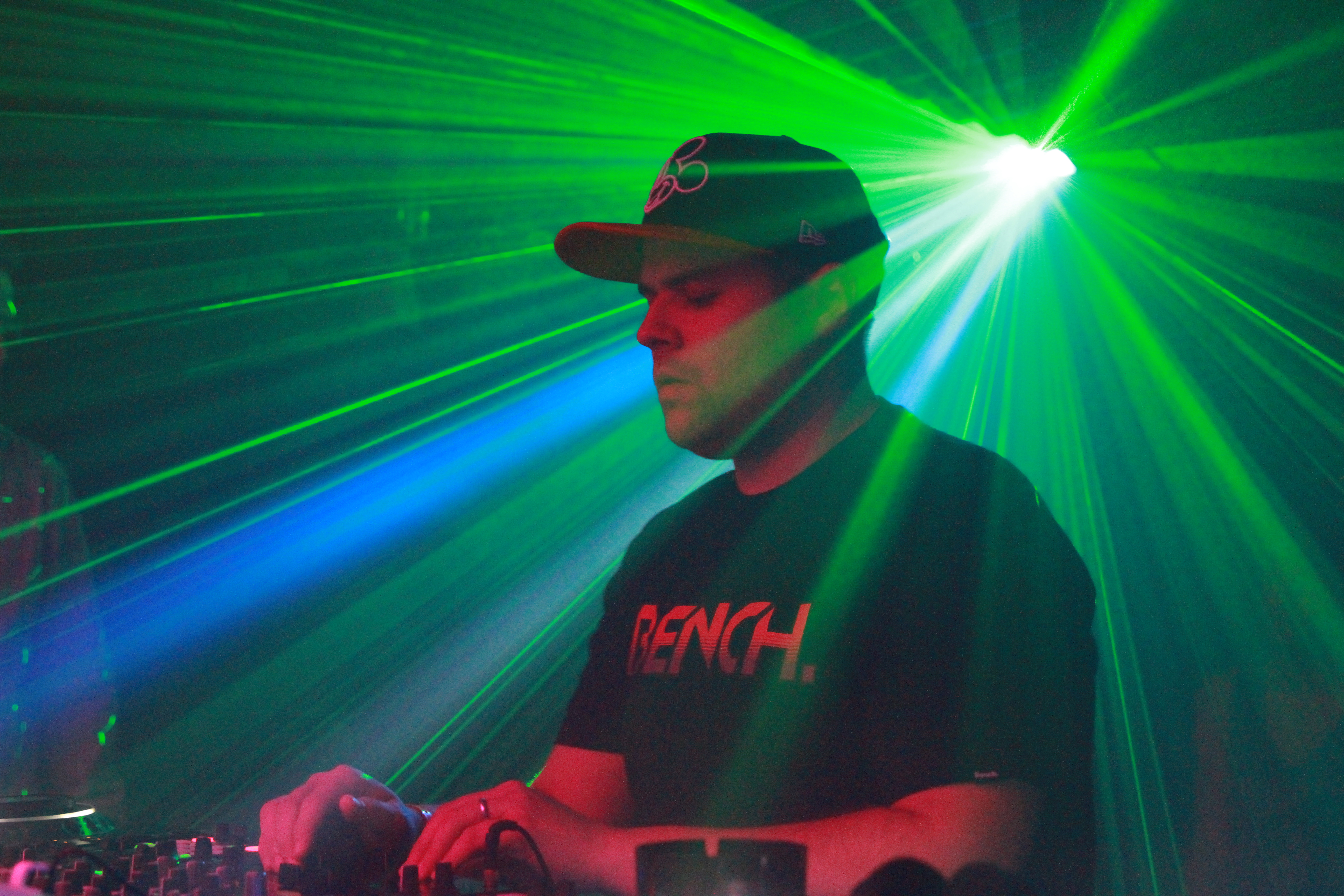
Frank Sonic

Frank Sonic (* 27. Dezember 1982 als Frank Staniek) ist ein deutscher Techno-DJ, Veranstalter und Musikproduzent.
Frank Sonic wuchs in Grevenbroich auf und ist gelernter Veranstaltungskaufmann. Er hatte seinen ersten DJ-Auftritt 2000 in der Turbinenhalle Oberhausen. Von 2002 bis zur Schließung 2018 war er Resident-DJ im Wuppertaler Club Butan. Seit 2004 veröffentlicht er Maxis und Remixe auf nationalen und internationalen Musiklabels wie Cocoon Recordings, dem Label von Sven Väth. Von 2007 bis 2010 war er Resident im Rheingold in Düsseldorf. Größere Auftritte hatte er bei den Festivals Mayday, Rheinkultur, Ruhr in Love und mehrmals bei der Nature One.